# مقاطعة ورث (ميزوري)
مقاطعة ورث (بالإنجليزية: Worth County, Missouri)‏ هي إحدى مقاطعات ولاية ميزوري في الولايات المتحدة. تأسست سنة 1861، بلغ عدد سكانها 2171 نسمة في عام 2010 حسب إحصاء مكتب تعداد الولايات المتحدة وتصل الكثافة السكانية فيها 3 نسمة/كم2.

## أعلام
- ليون ك. فيليبس

## وصلات خارجية
- United States Counties